# Rolf Kucharski
Rolf Kucharski (* 19. April 1948; † 30. Januar 2007 in Aachen) war ein deutscher Fußballspieler.
Von 1967 bis 1973 absolvierte der damalige Stürmer in der Fußball-Regionalliga West insgesamt 192 Ligaspiele und erzielte 116 Tore. In der Saison 1973/74 erzielte er für SC Fortuna Köln in der Fußball-Bundesliga in 22 Einsätzen neun Tore. Von 1974 bis 1980 brachte er es in der 2. Fußball-Bundesliga als Aktiver von Alemannia Aachen auf weitere 191 Spiele im Profibereich, wobei der zuletzt als Libero agierende Kucharski noch 37 Tore erzielte.

## Karriere
In der Jugend von Blau-Weiß Langenbochum in Herten groß geworden, wechselte Kucharski mit 18 Jahren zur Saison 1967/68 zum TSV Marl-Hüls in die damalige Zweitklassigkeit der Fußball-Regionalliga West. Das Talent aus Langenbochum debütierte am 13. August 1967 beim 2:0-Heimerfolg gegen den Wuppertaler SV mit einem Treffer in der Regionalliga. Der kopfballstarke Mittelstürmer mit Torinstinkt erzielte in 34 Ligaspielen 17 Tore. Die Blau-Weißen vom Jahnstadion belegten mit Trainer Heinz Sewina und den Mitspielern Georg Marwig, Hans-Dieter Jekosch, Gerd Linka, Günter Peters, Helmut Laszig und Herbert Lütkebohmert den elften Rang. Kucharski spielte bis 1969 beim TSV und wechselte nach 68 Verbandsspielen mit 34 Toren zum Ligarivalen Schwarz-Weiß Essen. In Essen erreichte er unter Trainer Horst Witzler in der Saison 1969/70 und Mitspielern wie Manfred Müller (Torhüter), Rolf Bauerkämper, Wolfgang Glock, Heiko Mertes, Heinz-Dieter Lömm und Herbert Stoffmehl den fünften Rang und erzielte in 33 Spielen 20 Tore. Er blieb bis 1971 und wechselte nach insgesamt 65 Verbandsspielen mit 37 Toren zu Fortuna Köln.
In seiner ersten Saison in der Kölner Südstadt, 1971/72, traf der Torjäger in 31 Spielen 26-mal ins gegnerische Tor. Uwe Blotenberg mit zwölf und Wolfgang Glock mit sieben Toren folgten in der vereinsinternen Torjägerliste. Mit dem Verein von Mäzen und Präsident Hans Löring belegte Kucharski in der Saison 1972/73 unter Trainer Martin Luppen den zweiten Tabellenplatz zum Saisonende hinter Rot-Weiss Essen. Damit war Kucharski (28-19) mit seinen Mitspielern für die folgende Aufstiegsrunde qualifiziert. Fortuna setzte sich gegen den FC St. Pauli, 1. FSV Mainz 05, Karlsruher SC und Blau-Weiß 90 Berlin durch, damit war der Aufstieg in die Bundesliga perfekt. Kucharski hatte in allen acht Spielen mitgewirkt und drei Tore erzielt. Das nächste Jahr spielte Kucharski 22-mal im Oberhaus des deutschen Fußballs. Zusammen mit Karl-Heinz Struth war er mit jeweils neun Treffern erfolgreichster Torschütze seines Teams. Zum Saisonende belegt Fortuna den vorletzten Platz und stieg ab.
Kucharski verließ Köln und spielte die nächsten sechs Jahre mit Alemannia Aachen in der 2. Bundesliga. Von 1974 bis 1980 absolvierte er bei den Gelb-Schwarzen 191 Spiele in der 2. Bundesliga und erzielte 37 Tore. In der ersten Saison der damals zweistaffeligen 2. Bundesliga, 1974/75, kämpfte er mit den „Kartoffelkäfern“ um den Klassenerhalt. Unter den drei sich ablösenden Trainern Michael Pfeiffer, Gerhard Prokop und Horst Witzler erzielte der Torjäger in 32 Spielen 20 Tore und die Elf vom Tivoli-Stadion belegte den 15. Rang. Hinter Volker Graul (30), Gerd-Volker Schock (26), Rüdiger Wenzel (24) und Peter Dahl (23) belegte er torgleich mit Gerd Kasperski vom Meister und BL-Aufsteiger Hannover 96 mit jeweils 20 Toren den fünften Rang in der Torjägerliste der Nordstaffel. Vereinsintern folgten Helmut Schütt und Christoph Walter mit jeweils acht Treffern auf den Rängen. In den späteren Jahren seiner Zeit bei der Alemannia agierte Kucharski als Libero und bildete in seiner letzten Saison 1979/80 mit Wolfgang Dramsch (Torhüter), Joaquín Montañés, Dietmar Grabotin und Helmut Frantzen die Defensive. Kucharski absolvierte nochmals 36 Ligaspiele und die Alemannia belegte unter Trainer Erhard Ahmann sowie den Torschützen Hubert Clute-Simon (16) und Winfried Stradt (11) den siebten Rang. Sein letztes Zweitligaspiel absolvierte er am 31. Mai 1980 beim 2:1-Auswärtserfolg gegen Arminia Hannover. Danach spielte er 1980/81 ein Jahr in Belgien für die AS Eupen.